# Kleine Nachtgespenster
Kleine Nachtgespenster è un cortometraggio del 1950 diretto da Eugen Schuhmacher.
Nel 1951 si aggiudicò la Targa d'oro alla 1ª edizione del Festival di Berlino e il Silver Bowl ai Deutscher Filmpreis come miglior film culturale.